# Orimarga (Orimarga) fryeri
Orimarga (Orimarga) fryeri is een tweevleugelige uit de familie steltmuggen (Limoniidae). De soort komt voor in het Afrotropisch gebied.